# Viva la Vida Tour
Viva la Vida Tour fue un tour mundial hecho por la banda británica de rock alternativo Coldplay, en los años 2008, 2009 y 2010. La gira comenzó el 16 de junio de 2008 en el Brixton Academy en Londres, Inglaterra y su fecha de finalización fue el 11 de marzo de 2010 en el Estadio Universitario en Monterrey, México.

## Anuncio del tour
El 27 de mayo, 32 conciertos fueron anunciados para América del Norte —24 en Estados Unidos y 8 en Canadá—, 12 para Europa y 2 para Asia. El tour es el soporte de su nuevo álbum Viva la Vida or Death and All His Friends, que se lanzó el 12 de junio en Reino Unido. Los tres primeros conciertos de la gira, fueron gratisLondres, Barcelona y Nueva York. Las personas tuvieron que registrarsen en la página oficial de grupo, podrán participar de un concurso donde tendrán la oportunidad de ganar entradas para los shows en Londres y Nueva York. Los ganadores se anunciaron el 5 de junio en coldplay.com.
Se cree que la banda continúe el tour en comienzos del 2009. Fuentes indican que el tour contenga más de 150 shows, similar al Twisted Logic Tour en los años 2005 y 2006. Además la gira podría también tener a más destinos que cualquier otro tour de Coldplay, con un posible retorno a América Latina, además de otros sitios de Asia y África.
En los días siguientes la banda anunció nuevas fechas para conciertos en Europa, con una amplia gira por Francia en el mes de septiembre. Coldplay anunció oficialmente su primer concierto en Hungría para el 23 de septiembre en Budapest.
Coldplay anunció las bandas teloneras para la primera manga norteamericana; estos son Shearwater, Santogold y Duffy. Y para la manga europea va a ser Albert Hammond, Jr., de la banda The Strokes.
El 17 de julio, Chris Martin realizó una entrevista en la radio australiana Nova, anunciando que se presentarán en Australia con suerte para febrero o marzo del 2009. Los shows fueron confirmados y serán durante el fin de febrero y comienzos de marzo.

## Acto de apertura
Los teloneros durante la gira fueron:
- Norteamérica
  -  Shearwater
  -  Santogold
  -  Duffy
  -  The Domino State
  -  Sleepercar
- Europa
  -  Albert Hammond, Jr.
  -  Eugene Francis Jnr and the Juniors
  -  The High Wire
  - Girls Aloud[1][2][3]
- Asia
  -  The Ting Tings
- Oceanía
  -  We Are Scientists
- "América Latina"
  -  Bat For Lashes

## Repertorio
Este es un ejemplo del repertorio del recital que Coldplay dio en el recinto multideportivo The Forum, ubicado en Inglewood, el 14 de julio de 2008.
1. "Life in Technicolor"
2. "Violet Hill"
3. "Clocks"
4. "In My Place"
5. "Viva la Vida"
6. "42"
7. "Yes"
8. "The Scientist"
9. "Chinese Sleep Chant"
10. "God Put a Smile upon Your Face"
11. "Square One"
12. "Speed of Sound"
13. "Trouble"
14. "Lost!"
15. "Strawberry Swing"
16. "Yellow"
17. "Death Will Never Conquer"
18. "Fix You"
19. "Lovers In Japan"

1.ª repetición
1. "Death And All His Friends"

Repertorio en Bogotá - Colombia, Parque Metropolitano Simón Bolívar, 4 de marzo de 2010 - 8:50 PM
1. Life in Technicolor
2. Violet Hill
3. Clocks
4. In My Place
5. Yellow
6. Glass of Water
7. 42
8. Fix You
9. Strawberry Swing
10. God Put a Smile Upon Your Face / Talk
11. The Hardest Part / Postcards From Far Away
12. Viva la vida
13. Lost!
14. Shiver
15. Death Will Never Conquer
16. Don Quixote
17. Viva la Vida (Thin White Duke Mix)
18. Politik
19. Lovers in Japan
20. Death and All His Friends

ENCORE
1. The Scientist
2. Life in Technicolor II
3. The Escapist

## Fechas del Tour
| Fecha                                                                                          | Ciudad                                                                  | País                   | Lugar de concierto                                   |
| ---------------------------------------------------------------------------------------------- | ----------------------------------------------------------------------- | ---------------------- | ---------------------------------------------------- |
| Europa                                                                                         |                                                                         |                        |                                                      |
| 16 de junio de 2008                                                                            | Londres                                                                 | Inglaterra             | Brixton Academy                                      |
| 17 de junio de 2008                                                                            | Barcelona                                                               | España                 | Espacio Movistar                                     |
| América del Norte                                                                              |                                                                         |                        |                                                      |
| 23 de junio de 2008                                                                            | Nueva York                                                              | Estados Unidos         | Madison Square Garden                                |
| 14 de julio de 2008                                                                            | Inglewood                                                               | Estados Unidos         | The Forum                                            |
| 15 de julio de 2008                                                                            | Inglewood                                                               | Estados Unidos         | The Forum                                            |
| 18 de julio de 2008                                                                            | San José                                                                | Estados Unidos         | HP Pavilion at San José                              |
| 19 de julio de 2008                                                                            | Las Vegas                                                               | Estados Unidos         | MGM Grand Garden Arena                               |
| 22 de julio de 2008                                                                            | Chicago                                                                 | Estados Unidos         | United Center                                        |
| 23 de julio de 2008                                                                            | Chicago                                                                 | Estados Unidos         | United Center                                        |
| 25 de julio de 2008                                                                            | Filadelfia                                                              | Estados Unidos         | Wachovia Center                                      |
| 27 de julio de 2008                                                                            | Pemberton                                                               | Canadá                 | Pemberton Fields                                     |
| 29 de julio de 2008                                                                            | Montreal                                                                | Canadá                 | Bell Centre                                          |
| 30 de julio de 2008                                                                            | Toronto                                                                 | Canadá                 | Air Canada Centre                                    |
| 31 de julio de 2008                                                                            | Toronto                                                                 | Canadá                 | Air Canada Centre                                    |
| 2 de agosto de 2008                                                                            | Hartford                                                                | Estados Unidos         | XL Center                                            |
| 3 de agosto de 2008                                                                            | Washington D. C.                                                        | Estados Unidos         | Verizon Center                                       |
| 4 de agosto de 2008                                                                            | Boston                                                                  | Estados Unidos         | TD Banknorth Garden                                  |
| Asia                                                                                           |                                                                         |                        |                                                      |
| 9 de agosto de 2008                                                                            | Osaka                                                                   | Japón                  | Maishima Arena                                       |
| 10 de agosto de 2008                                                                           | Tokio                                                                   | Japón                  | Chiba Marine Stadium                                 |
| Europa                                                                                         |                                                                         |                        |                                                      |
| 1 de septiembre de 2008                                                                        | Estrasburgo                                                             | Francia                | Zénith                                               |
| 2 de septiembre de 2008                                                                        | Mannheim                                                                | Alemania               | SAP Arena                                            |
| 4 de septiembre de 2008                                                                        | Lyon                                                                    | Francia                | Halle Tony Garnier                                   |
| 6 de septiembre de 2008                                                                        | Barcelona                                                               | España                 | Palau Sant Jordi                                     |
| 7 de septiembre de 2008                                                                        | Madrid                                                                  | España                 | Palacio de Deportes                                  |
| 9 de septiembre de 2008                                                                        | París                                                                   | Francia                | Palais Omnisports de Paris-Bercy                     |
| 10 de septiembre de 2008                                                                       | París                                                                   | Francia                | Palais Omnisports de Paris-Bercy                     |
| 12 de septiembre de 2008                                                                       | Colonia                                                                 | Alemania               | Lanxess Arena                                        |
| 14 de septiembre de 2008                                                                       | Hamburgo                                                                | Alemania               | Color Line Arena                                     |
| 15 de septiembre de 2008                                                                       | Berlín                                                                  | Alemania               | O2 World                                             |
| 17 de septiembre de 2008                                                                       | Estocolmo                                                               | Suecia                 | Stockholm Globe Arena                                |
| 18 de septiembre de 2008                                                                       | Estocolmo                                                               | Suecia                 | Stockholm Globe Arena                                |
| 19 de septiembre de 2008                                                                       | Oslo                                                                    | Noruega                | Oslo Spektrum                                        |
| 22 de septiembre de 2008                                                                       | Praga                                                                   | República Checa        | Sazka Arena                                          |
| 23 de septiembre de 2008                                                                       | Budapest                                                                | Hungría                | Budapest Sports Arena                                |
| 24 de septiembre de 2008                                                                       | Viena                                                                   | Austria                | Wiener Stadthalle                                    |
| 26 de septiembre de 2008                                                                       | Múnich                                                                  | Alemania               | Olympiahalle                                         |
| 28 de septiembre de 2008                                                                       | Zúrich                                                                  | Suiza                  | Hallenstadion                                        |
| 29 de septiembre de 2008                                                                       | Bolonia                                                                 | Italia                 | Futurshow Station                                    |
| 30 de septiembre de 2008                                                                       | Milán                                                                   | Italia                 | Datch Forum                                          |
| 2 de octubre de 2008                                                                           | Róterdam                                                                | Países Bajos           | The Ahoy                                             |
| 3 de octubre de 2008                                                                           | Róterdam                                                                | Países Bajos           | The Ahoy                                             |
| 4 de octubre de 2008                                                                           | Amberes                                                                 | Bélgica                | Sportpaleis                                          |
| América del Norte                                                                              |                                                                         |                        |                                                      |
| 20 de octubre de 2008                                                                          | Ottawa                                                                  | Canadá                 | Scotiabank Place                                     |
| 21 de octubre de 2008                                                                          | Cleveland                                                               | Estados Unidos         | Quicken Loans Arena                                  |
| 26 de octubre de 2008                                                                          | East Rutherford                                                         | Estados Unidos         | Izod Center                                          |
| 27 de octubre de 2008                                                                          | East Rutherford                                                         | Estados Unidos         | Izod Center                                          |
| 29 de octubre de 2008                                                                          | Boston                                                                  | Estados Unidos         | TD Banknorth Garden                                  |
| 31 de octubre de 2008                                                                          | Washington D. C.                                                        | Estados Unidos         | Verizon Center                                       |
| 1 de noviembre de 2008                                                                         | Filadelfia                                                              | Estados Unidos         | Wachovia Center                                      |
| 3 de noviembre de 2008                                                                         | Auburn Hills                                                            | Estados Unidos         | The Palace of Auburn Hills                           |
| 5 de noviembre de 2008                                                                         | Atlanta                                                                 | Estados Unidos         | Philips Arena                                        |
| 7 de noviembre de 2008                                                                         | Orlando                                                                 | Estados Unidos         | Amway Arena                                          |
| 9 de noviembre de 2008                                                                         | Ft. Lauderdale                                                          | Estados Unidos         | BankAtlantic Center                                  |
| 11 de noviembre de 2008                                                                        | Atlanta                                                                 | Estados Unidos         | Philips Arena                                        |
| 13 de noviembre de 2008                                                                        | Kansas City                                                             | Estados Unidos         | Sprint Center                                        |
| 14 de noviembre de 2008                                                                        | Saint Paul                                                              | Estados Unidos         | Xcel Energy Center                                   |
| 16 de noviembre de 2008                                                                        | Oklahoma City                                                           | Estados Unidos         | Ford Center                                          |
| 18 de noviembre de 2008                                                                        | Houston                                                                 | Estados Unidos         | Toyota Center                                        |
| 19 de noviembre de 2008                                                                        | Dallas                                                                  | Estados Unidos         | American Airlines Center                             |
| 21 de noviembre de 2008                                                                        | Denver                                                                  | Estados Unidos         | Pepsi Center                                         |
| 22 de noviembre de 2008                                                                        | Salt Lake City                                                          | Estados Unidos         | EnergySolutions Arena                                |
| 25 de noviembre de 2008                                                                        | Anaheim                                                                 | Estados Unidos         | Honda Center                                         |
| 26 de noviembre de 2008                                                                        | Glendale                                                                | Estados Unidos         | Jobing.com Arena                                     |
| Europa                                                                                         |                                                                         |                        |                                                      |
| 29 de noviembre de 2008                                                                        | Sheffield                                                               | Reino Unido            | Sheffield Arena                                      |
| 1 de diciembre de 2008                                                                         | Birmingham                                                              | Reino Unido            | National Indoor Arena                                |
| 2 de diciembre de 2008                                                                         | Birmingham                                                              | Reino Unido            | National Indoor Arena                                |
| 3 de diciembre de 2008                                                                         | Birmingham                                                              | Reino Unido            | National Indoor Arena                                |
| 6 de diciembre de 2008                                                                         | Glasgow                                                                 | Reino Unido            | Scottish Exhibition and Conference Centre            |
| 7 de diciembre de 2008                                                                         | Liverpool                                                               | Reino Unido            | Echo Arena                                           |
| 9 de diciembre de 2008                                                                         | Glasgow                                                                 | Reino Unido            | Scottish Exhibition and Conference Centre            |
| 11 de diciembre de 2008                                                                        | Mánchester                                                              | Reino Unido            | Manchester Evening News Arena                        |
| 12 de diciembre de 2008                                                                        | Mánchester                                                              | Reino Unido            | Manchester Evening News Arena                        |
| 14 de diciembre de 2008                                                                        | Londres                                                                 | Reino Unido            | The O2 Arena                                         |
| 15 de diciembre de 2008                                                                        | Londres                                                                 | Reino Unido            | The O2 Arena                                         |
| 16 de diciembre de 2008                                                                        | Londres                                                                 | Reino Unido            | The O2 Arena                                         |
| 19 de diciembre de 2008                                                                        | Belfast                                                                 | Irlanda,               | Odyssey Arena                                        |
| 21 de diciembre de 2008                                                                        | Dublín                                                                  | Irlanda,               | 3Arena                                               |
| 22 de diciembre de 2008                                                                        | Dublín                                                                  | Irlanda,               | 3Arena                                               |
| 23 de diciembre de 2008                                                                        | Belfast                                                                 | Irlanda,               | Odyssey Arena                                        |
| Asia                                                                                           |                                                                         |                        |                                                      |
| 11 de febrero de 2009                                                                          | Tokio                                                                   | Japón                  | Saitama Super Arena                                  |
| 12 de febrero de 2009                                                                          | Tokio                                                                   | Japón                  | Saitama Super Arena                                  |
| 14 de febrero de 2009                                                                          | Osaka                                                                   | Japón                  | Kobe World Kinen Hall                                |
| 15 de febrero de 2009                                                                          | Osaka                                                                   | Japón                  | Kobe World Kinen Hall                                |
| Australasia                                                                                    |                                                                         |                        |                                                      |
| 27 de febrero de 2009                                                                          | Perth                                                                   | Australia              | Burswood Dome                                        |
| 28 de febrero de 2009                                                                          | Perth                                                                   | Australia              | Burswood Dome                                        |
| 3 de marzo de 2009                                                                             | Melbourne                                                               | Australia              | Rod Laver Arena                                      |
| 4 de marzo de 2009                                                                             | Melbourne                                                               | Australia              | Rod Laver Arena                                      |
| 5 de marzo de 2009                                                                             | Melbourne                                                               | Australia              | Rod Laver Arena                                      |
| 8 de marzo de 2009                                                                             | Brisbane                                                                | Australia              | Brisbane Entertainment Centre                        |
| 9 de marzo de 2009                                                                             | Brisbane                                                                | Australia              | Brisbane Entertainment Centre                        |
| 11 de marzo de 2009                                                                            | Sídney                                                                  | Australia              | Acer Arena                                           |
| 12 de marzo de 2009                                                                            | Sídney                                                                  | Australia              | Acer Arena                                           |
| 14 de marzo de 2009                                                                            | Sídney                                                                  | Australia              | Sydney Cricket Ground                                |
| 14 de marzo de 2009                                                                            | Sídney                                                                  | Australia              | Acer Arena                                           |
| 15 de marzo de 2009                                                                            | Sídney                                                                  | Australia              | Acer Arena                                           |
| 18 de marzo de 2009                                                                            | Auckland                                                                | Nueva Zelanda          | Vector Arena                                         |
| 19 de marzo de 2009                                                                            | Auckland                                                                | Nueva Zelanda          | Vector Arena                                         |
| Asia                                                                                           |                                                                         |                        |                                                      |
| 23 de marzo de 2009                                                                            | Singapur                                                                | Singapur               | Singapore Indoor Stadium                             |
| 25 de marzo de 2009                                                                            | Chek Lap Kok                                                            | Hong Kong              | AsiaWorld-Arena                                      |
| 28 de marzo de 2009                                                                            | Abu Dhabi                                                               | Emiratos Árabes Unidos | Emirates Palace                                      |
| América del Norte                                                                              |                                                                         |                        |                                                      |
| 15 de mayo de 2009                                                                             | West Palm Beach                                                         | Estados Unidos         | Cruzan Amphitheatre                                  |
| 17 de mayo de 2009                                                                             | Atlanta                                                                 | Estados Unidos         | Lakewood Amphitheatre                                |
| 18 de mayo de 2009                                                                             | Birmingham                                                              | Estados Unidos         | Verizon Wireless Music Center                        |
| 20 de mayo de 2009                                                                             | Virginia Beach                                                          | Estados Unidos         | Verizon Wireless Virginia Beach Amphitheater         |
| 21 de mayo de 2009                                                                             | Bristow                                                                 | Estados Unidos         | Nissan Pavilion at Stone Ridge                       |
| 23 de mayo de 2009                                                                             | Hartford                                                                | Estados Unidos         | Comcast Theatre                                      |
| 24 de mayo de 2009                                                                             | Hershey                                                                 | Estados Unidos         | Hersheypark Stadium                                  |
| 26 de mayo de 2009                                                                             | Camden                                                                  | Estados Unidos         | Susquehanna Bank Center                              |
| 27 de mayo de 2009                                                                             | Saratoga Springs (Postergado por enfermedad; véase 27 de julio de 2009) | Estados Unidos         | Saratoga Performing Arts Center                      |
| 30 de mayo de 2009                                                                             | Burgettstown                                                            | Estados Unidos         | Post Gazette Pavilion                                |
| 1 de junio de 2009                                                                             | Darien Lake                                                             | Estados Unidos         | Darien Lake Performing Arts Center                   |
| 2 de junio de 2009                                                                             | Clarkston                                                               | Estados Unidos         | DTE Energy Music Theatre                             |
| 4 de junio de 2009                                                                             | Cincinnati                                                              | Estados Unidos         | Riverbend Music Center                               |
| 5 de junio de 2009                                                                             | Noblesville                                                             | Estados Unidos         | Verizon Wireless Music Center                        |
| 6 de junio de 2009                                                                             | Nashville                                                               | Estados Unidos         | Sommet Center                                        |
| 9 de junio de 2009                                                                             | New Orleans                                                             | Estados Unidos         | New Orleans Arena                                    |
| 10 de junio de 2009                                                                            | San Antonio                                                             | Estados Unidos         | AT&T Center                                          |
| 12 de junio de 2009                                                                            | Des Moines                                                              | Estados Unidos         | Wells Fargo Arena                                    |
| 13 de junio de 2009                                                                            | Omaha                                                                   | Estados Unidos         | Qwest Center Omaha                                   |
| 15 de junio de 2009                                                                            | Winnipeg                                                                | Canadá                 | MTS Centre                                           |
| 17 de junio de 2009                                                                            | Calgary                                                                 | Canadá                 | Pengrowth Saddledome                                 |
| 18 de junio de 2009                                                                            | Edmonton                                                                | Canadá                 | Rexall Place                                         |
| 20 de junio de 2009                                                                            | Vancouver                                                               | Canadá                 | General Motors Place                                 |
| 21 de junio de 2009                                                                            | Vancouver                                                               | Canadá                 | General Motors Place                                 |
| Europa                                                                                         |                                                                         |                        |                                                      |
| 2 de julio de 2009                                                                             | Arras                                                                   | Francia                | Main Square                                          |
| 3 de julio de 2009                                                                             | Werchter                                                                | Bélgica                | Werchter Festival                                    |
| 5 de julio de 2009                                                                             | Roskilde                                                                | Dinamarca              | Roskilde Festival                                    |
| América del Norte                                                                              |                                                                         |                        |                                                      |
| 10 de julio de 2009                                                                            | Portland                                                                | Estados Unidos         | The Amphitheater at Clark County                     |
| 11 de julio de 2009                                                                            | George                                                                  | Estados Unidos         | The Gorge Amphitheatre                               |
| 13 de julio de 2009                                                                            | Mountain View                                                           | Estados Unidos         | Shoreline Amphitheatre                               |
| 14 de julio de 2009                                                                            | Wheatland                                                               | Estados Unidos         | Sleep Train Amphitheatre                             |
| 16 de julio de 2009                                                                            | Chula Vista                                                             | Estados Unidos         | Cricket Wireless Amphitheatre                        |
| 18 de julio de 2009                                                                            | Carson                                                                  | Estados Unidos         | Home Depot Center                                    |
| 19 de julio de 2009                                                                            | Irvine                                                                  | Estados Unidos         | Verizon Wireless Amphitheatre                        |
| 21 de julio de 2009                                                                            | Dallas                                                                  | Estados Unidos         | SuperPages.com Center                                |
| 22 de julio de 2009                                                                            | The Woodlands                                                           | Estados Unidos         | Cynthia Woods Mitchell Pavilion                      |
| 24 de julio de 2009                                                                            | Maryland Heights                                                        | Estados Unidos         | Verizon Wireless Amphitheater                        |
| 25 de julio de 2009                                                                            | East Troy                                                               | Estados Unidos         | Alpine Valley Music Theatre                          |
| 27 de julio de 2009                                                                            | Saratoga Springs, New York                                              | Estados Unidos         | Saratoga Performing Arts Center                      |
| 30 de julio de 2009                                                                            | Toronto                                                                 | Canadá                 | Rogers Centre                                        |
| 1 de agosto de 2009                                                                            | Montreal                                                                | Canadá                 | Parc Jean-Drapeau                                    |
| 2 de agosto de 2009                                                                            | Jersey City                                                             | Estados Unidos         | Liberty State Park                                   |
| 3 de agosto de 2009                                                                            | Mansfield                                                               | Estados Unidos         | Comcast Center for the Performing Arts               |
| 6 de agosto de 2009                                                                            | Raleigh                                                                 | Estados Unidos         | The Time Warner Cable Music Pavilion at Walnut Creek |
| 7 de agosto de 2009                                                                            | Charlotte                                                               | Estados Unidos         | Verizon Wireless Amphitheatre                        |
| 9 de agosto de 2009                                                                            | Tampa                                                                   | Estados Unidos         | Ford Amphitheatre                                    |
| Europa co-headlined with Jay-Z and Girls Aloud at Scottish and English venues, Elbow at Dublin |                                                                         |                        |                                                      |
| 16 de agosto de 2009                                                                           | Herning                                                                 | Dinamarca              | Messecenter Herning                                  |
| 19 de agosto de 2009                                                                           | Bergen                                                                  | Noruega                | Koengen                                              |
| 22 de agosto de 2009                                                                           | Estocolmo                                                               | Suecia                 | Estadio Olímpico de Estocolmo                        |
| 25 de agosto de 2009                                                                           | Hanóver                                                                 | Alemania               | AWD-Arena                                            |
| 27 de agosto de 2009                                                                           | Düsseldorf                                                              | Alemania               | LTU Arena                                            |
| 29 de agosto de 2009                                                                           | Múnich                                                                  | Alemania               | Olympia Reitstadion Riem                             |
| 31 de agosto de 2009                                                                           | Udine                                                                   | Italia                 | Stadio Friuli                                        |
| 2 de septiembre de 2009                                                                        | Berna                                                                   | Suiza                  | Stade de Suisse                                      |
| 4 de septiembre de 2009                                                                        | Barcelona                                                               | España                 | Estadio Olímpico de Möntjuic                         |
| 7 de septiembre de 2009                                                                        | París                                                                   | Francia                | Parc des Princes                                     |
| 9 de septiembre de 2009                                                                        | Nimega                                                                  | Países Bajos           | Goffertpark                                          |
| 10 de septiembre de 2009                                                                       | Nimega                                                                  | Países Bajos           | Goffertpark                                          |
| 12 de septiembre de 2009                                                                       | Mánchester                                                              | Inglaterra             | Old Trafford Cricket Ground                          |
| 14 de septiembre de 2009                                                                       | Dublín                                                                  | Irlanda                | Phoenix Park                                         |
| 16 de septiembre de 2009                                                                       | Glasgow                                                                 | Escocia                | Hampden Park                                         |
| 18 de septiembre de 2009                                                                       | Londres                                                                 | Escocia                | Estadio de Wembley                                   |
| 19 de septiembre de 2009                                                                       | Londres                                                                 | Escocia                | Estadio de Wembley                                   |
| 19 de diciembre de 2009                                                                        | Exeter                                                                  | Escocia                | Exeter Castle                                        |
| Latinoamérica                                                                                  |                                                                         |                        |                                                      |
| 26 de febrero de 2010                                                                          | Buenos Aires                                                            | Argentina              | Estadio River Plate                                  |
| 28 de febrero de 2010                                                                          | Río de Janeiro                                                          | Brasil                 | Praça da Apoteose                                    |
| 2 de marzo de 2010                                                                             | São Paulo                                                               | Brasil                 | Estadio Morumbi                                      |
| 4 de marzo de 2010                                                                             | Bogotá                                                                  | Colombia               | Parque Simón Bolívar                                 |
| 6 de marzo de 2010                                                                             | Ciudad de México                                                        | México                 | Foro Sol                                             |
| 7 de marzo de 2010                                                                             | Ciudad de México                                                        | México                 | Foro Sol                                             |
| 9 de marzo de 2010                                                                             | Guadalajara                                                             | México                 | Estadio Tres de Marzo                                |
| 11 de marzo de 2010                                                                            | Monterrey                                                               | México                 | Estadio Universitario                                |

La Gira contó con 172 espectáculos vistos por más de 3 millones de personas alrededor del mundo.